# Excoecaria guineensis
Excoecaria guineensis är en törelväxtart som först beskrevs av George Bentham, och fick sitt nu gällande namn av Johannes Müller Argoviensis. Excoecaria guineensis ingår i släktet Excoecaria och familjen törelväxter. Inga underarter finns listade i Catalogue of Life.